# Opera Narrativa Noir
Opera Narrativa Noir, edita da Tabula Fati (2008), è un'antologia di racconti gialli curata da Andrea Franco e Luca di Gialleonardo e che presenta i 6 racconti vincitori della prima edizione del premio letterario OperaNarrativa, dedicato a racconti di genere giallo, noir e thriller con tema "Il Libro".

## Racconti e autori
- Dentro lo scarico, di Gennaro Chierchia
- Il pupillo, di Alfredo Mogavero
- Romanzo criminale 2007, di Luca Ducceschi
- Il libro perduto, di Biancamaria Massaro
- Una domanda, cento risposte, di Fabio Giannelli
- La cicala assassina, di Enrico Luceri

## Edizioni
- Andrea Franco e Luca Di Gialleonardo, a cura di, Opera Narrativa Noir, I, 2008, Tabula Fati, 2008,  p. 109.